# Seznam vyhraných závodů Lewise Hamiltona ve Formuli 1

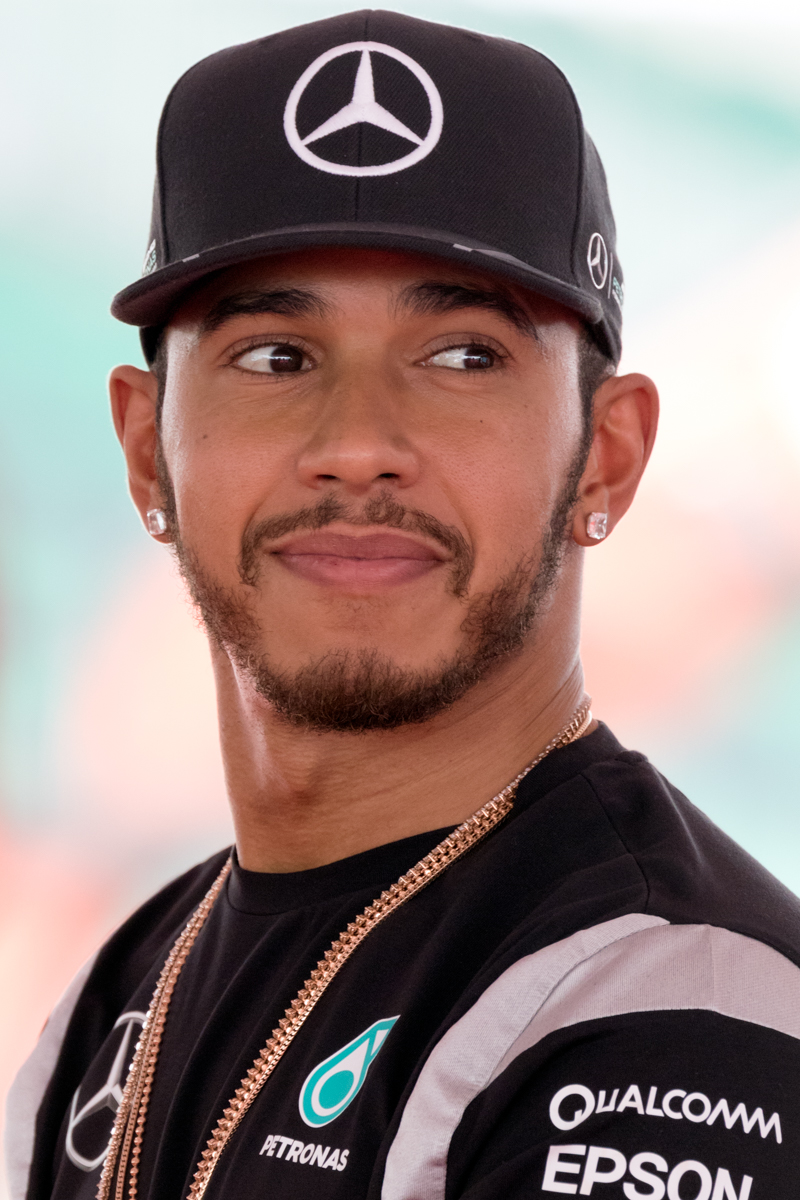
Lewis Hamilton v roce 2016

Lewis Hamilton je britský pilot Formule 1 a mistr světa z let 2008, 2014, 2015, 2017, 2018, 2019 a 2020. V současnosti jezdí za tým Ferrari.
V roce 2007 debutoval ve Formuli 1 za tým McLaren. Ve své první sezóně, se stal jediným nováčkem, který kdy vedl šampionát a obsadil konečné druhé místo. Ve druhé sezóně se stal nejmladším mistrem světa v historii Formule 1, až v roce 2010 jej překonal Sebastian Vettel.

## Výhry
Vysvětlivky
- Závod - Číslo závodu v kariéře Lewise Hamiltona. Například "6" znamená Hamiltonův 6. závod ve Formuli 1.
- Start - Pozice, ze které Lewis Hamilton startoval do závodu.
- Náskok - Náskok Lewise Hamiltona před jezdcem, který skončil na druhém místě.
- Žlutě - Sezóna, ve které se Lewis Hamilton stal mistrem světa.

| Počet | Závod | Datum              | Sezóna         | Velká cena                     | Okruh                          | Start    | Náskok   | Tým      | Šasi                  | Motor    |
| ----- | ----- | ------------------ | -------------- | ------------------------------ | ------------------------------ | -------- | -------- | -------- | --------------------- | -------- |
| 1     | 6     | 10. června 2007    | 2007           | Kanady                         | Circuit Gilles Villeneuve      | 1        | 0:04.343 | McLaren  | MP4-22                | Mercedes |
| 2     | 7     | 17. června 2007    | 2007           | USA                            | Indianapolis Motor Speedway    | 1        | 0:01.518 | McLaren  | MP4-22                | Mercedes |
| 3     | 11    | 5. srpna 2007      | 2007           | Maďarska                       | Hungaroring                    | 1        | 0:00.715 | McLaren  | MP4-22                | Mercedes |
| 4     | 15    | 30. září 2007      | 2007           | Japonska                       | Fuji Speedway                  | 1        | 0:08.377 | McLaren  | MP4-22                | Mercedes |
| 5     | 18    | 16. března 2008    | 2008           | Austrálie                      | Melbourne                      | 1        | 0:05.478 | McLaren  | MP4-23                | Mercedes |
| 6     | 23    | 25. května 2008    | Monaka         | Circuit de Monaco              | 3                              | 0:03.064 |          | McLaren  | MP4-23                | Mercedes |
| 7     | 26    | 6. července 2008   | Velké Británie | Silverstone                    | 4                              | 1:08.577 |          | McLaren  | MP4-23                | Mercedes |
| 8     | 27    | 20. července 2008  | Německa        | Hockenheimring                 | 1                              | 0:05.586 |          | McLaren  | MP4-23                | Mercedes |
| 9     | 34    | 19. října 2008     | Číny           | Shanghai International Circuit | 1                              | 0:14.925 |          | McLaren  | MP4-23                | Mercedes |
| 10    | 45    | 26. července 2009  | 2009           | Maďarska                       | Hungaroring                    | 4        | 0:11.529 | McLaren  | MP4-24                | Mercedes |
| 11    | 49    | 27. září 2009      | 2009           | Singapuru                      | Marina Bay                     | 1        | 0:09.634 | McLaren  | MP4-24                | Mercedes |
| 12    | 59    | 30. května 2010    | 2010           | Turecka                        | Istanbul Racing Circuit        | 2        | 0:02.645 | McLaren  | MP4-25                | Mercedes |
| 13    | 60    | 13. června 2010    | 2010           | Kanady                         | Circuit Gilles Villeneuve      | 1        | 0:02.254 | McLaren  | MP4-25                | Mercedes |
| 14    | 65    | 29. srpna 2010     | 2010           | Belgie                         | Circuit de Spa-Francorchamps   | 2        | 0:01.571 | McLaren  | MP4-25                | Mercedes |
| 15    | 74    | 17. dubna 2011     | 2011           | Číny                           | Shanghai International Circuit | 3        | 0:05.198 | McLaren  | MP4-26                | Mercedes |
| 16    | 81    | 24. července 2011  | 2011           | Německa                        | Nürburgring                    | 2        | 0:03.980 | McLaren  | MP4-26                | Mercedes |
| 17    | 89    | 13. listopadu 2011 | 2011           | Abú Zabí                       | Yas Marina                     | 2        | 0:08.457 | McLaren  | MP4-26                | Mercedes |
| 18    | 97    | 10. června 2012    | 2012           | Kanady                         | Circuit Gilles Villeneuve      | 2        | 0:02.513 | McLaren  | MP4-27                | Mercedes |
| 19    | 101   | 29. července 2012  | 2012           | Maďarska                       | Hungaroring                    | 1        | 0:01.032 | McLaren  | MP4-27                | Mercedes |
| 20    | 103   | 9. září 2012       | 2012           | Itálie                         | Autodromo Nazionale Monza      | 1        | 0:04.356 | McLaren  | MP4-27                | Mercedes |
| 21    | 109   | 18. listopadu 2012 | 2012           | USA                            | Circuit of the Americas        | 2        | 0:00.675 | McLaren  | MP4-27                | Mercedes |
| 22    | 120   | 28. července 2013  | 2013           | Maďarska                       | Hungaroring                    | 1        | 0:10.938 | Mercedes | F1 W04                | Mercedes |
| 23    | 131   | 30. března 2014    | 2014           | Malajsie                       | Sepang International Circuit   | 1        | 0:17.313 | Mercedes | F1 W05 Hybrid         | Mercedes |
| 24    | 132   | 6. dubna 2014      | Bahrajnu       | Bahrain International Circuit  | 2                              | 0:01.085 |          | Mercedes | F1 W05 Hybrid         | Mercedes |
| 25    | 133   | 20. dubna 2014     | Číny           | Shanghai International Circuit | 1                              | 0:18.062 |          | Mercedes | F1 W05 Hybrid         | Mercedes |
| 26    | 134   | 11. května 2014    | Španělska      | Circuit de Catalunya           | 1                              | 0:00.636 |          | Mercedes | F1 W05 Hybrid         | Mercedes |
| 27    | 138   | 6. července 2014   | Velké Británie | Silverstone                    | 6                              | 0:30.135 |          | Mercedes | F1 W05 Hybrid         | Mercedes |
| 28    | 142   | 7. září 2014       | Itálie         | Autodromo Nazionale Monza      | 1                              | 0:03.175 |          | Mercedes | F1 W05 Hybrid         | Mercedes |
| 29    | 143   | 21. září 2014      | Singapuru      | Marina Bay                     | 1                              | 0:13.534 |          | Mercedes | F1 W05 Hybrid         | Mercedes |
| 30    | 144   | 5. října 2014      | Japonska       | Suzuka Circuit                 | 2                              | 0:09.180 |          | Mercedes | F1 W05 Hybrid         | Mercedes |
| 31    | 145   | 12. října 2014     | Ruska          | Autodrom v Soči                | 1                              | 0:13.657 |          | Mercedes | F1 W05 Hybrid         | Mercedes |
| 32    | 146   | 2. listopadu 2014  | USA            | Circuit of the Americas        | 2                              | 0:04.314 |          | Mercedes | F1 W05 Hybrid         | Mercedes |
| 33    | 148   | 23. listopadu 2014 | Abú Zabí       | Yas Marina                     | 2                              | 0:02.576 |          | Mercedes | F1 W05 Hybrid         | Mercedes |
| 34    | 149   | 15. března 2015    | 2015           | Austrálie                      | Melbourne                      | 1        | 0:01.360 | Mercedes | F1 W06 Hybrid         | Mercedes |
| 35    | 151   | 12. dubna 2015     | Číny           | Shanghai International Circuit | 1                              | 0:00.714 |          | Mercedes | F1 W06 Hybrid         | Mercedes |
| 36    | 152   | 19. dubna 2015     | Bahrajnu       | Bahrain International Circuit  | 1                              | 0:03.380 |          | Mercedes | F1 W06 Hybrid         | Mercedes |
| 37    | 155   | 7. června 2015     | Kanady         | Circuit Gilles Villeneuve      | 1                              | 0:03.380 |          | Mercedes | F1 W06 Hybrid         | Mercedes |
| 38    | 157   | 5. července 2015   | Velké Británie | Silverstone                    | 1                              | 0:10.956 |          | Mercedes | F1 W06 Hybrid         | Mercedes |
| 39    | 159   | 23. srpna 2015     | Belgie         | Circuit de Spa-Francorchamps   | 1                              | 0:02.058 |          | Mercedes | F1 W06 Hybrid         | Mercedes |
| 40    | 160   | 6. září 2015       | Itálie         | Autodromo Nazionale Monza      | 1                              | 0:25.042 |          | Mercedes | F1 W06 Hybrid         | Mercedes |
| 41    | 162   | 27. září 2015      | Japonska       | Suzuka Circuit                 | 2                              | 0:18.964 |          | Mercedes | F1 W06 Hybrid         | Mercedes |
| 42    | 163   | 11. října 2015     | Ruska          | Autodrom v Soči                | 2                              | 0:05.953 |          | Mercedes | F1 W06 Hybrid         | Mercedes |
| 43    | 164   | 25. října 2015     | USA            | Circuit of the Americas        | 2                              | 0:02.850 |          | Mercedes | F1 W06 Hybrid         | Mercedes |
| 44    | 173   | 29. května 2016    | 2016           | Monaka                         | Circuit de Monaco              | 3        | 0:07.252 | Mercedes | F1 W07 Hybrid         | Mercedes |
| 45    | 174   | 12. června 2016    | 2016           | Kanady                         | Circuit Gilles Villeneuve      | 1        | 0:05.011 | Mercedes | F1 W07 Hybrid         | Mercedes |
| 46    | 176   | 3. července 2016   | 2016           | Rakouska                       | Red Bull Ring                  | 1        | 0:05.719 | Mercedes | F1 W07 Hybrid         | Mercedes |
| 47    | 177   | 10. července 2016  | 2016           | Velké Británie                 | Silverstone                    | 1        | 0:08.250 | Mercedes | F1 W07 Hybrid         | Mercedes |
| 48    | 178   | 24. července 2016  | 2016           | Maďarska                       | Hungaroring                    | 2        | 0:01.977 | Mercedes | F1 W07 Hybrid         | Mercedes |
| 49    | 179   | 31. července 2016  | 2016           | Německa                        | Hockenheimring                 | 2        | 0:06.996 | Mercedes | F1 W07 Hybrid         | Mercedes |
| 50    | 185   | 23. října 2016     | 2016           | USA                            | Circuit of the Americas        | 1        | 0:04.520 | Mercedes | F1 W07 Hybrid         | Mercedes |
| 51    | 186   | 30. října 2016     | 2016           | Mexika                         | Autódromo Hermanos Rodríguez   | 1        | 0:08.354 | Mercedes | F1 W07 Hybrid         | Mercedes |
| 52    | 187   | 13. listopadu 2016 | 2016           | Brazílie                       | Interlagos                     | 1        | 0:11.455 | Mercedes | F1 W07 Hybrid         | Mercedes |
| 53    | 188   | 27. listopadu 2016 | 2016           | Abú Zabí                       | Yas Marina                     | 1        | 0:00.439 | Mercedes | F1 W07 Hybrid         | Mercedes |
| 54    | 190   | 9. dubna 2017      | 2017           | Číny                           | Shanghai International Circuit | 1        | 0:06.250 | Mercedes | F1 W08 EQ Power+      | Mercedes |
| 55    | 193   | 14. května 2017    | Španělska      | Circuit de Catalunya           | 1                              | 0:03.490 |          | Mercedes | F1 W08 EQ Power+      | Mercedes |
| 56    | 195   | 11. června 2017    | Kanady         | Circuit Gilles Villeneuve      | 1                              | 0:19.783 |          | Mercedes | F1 W08 EQ Power+      | Mercedes |
| 57    | 198   | 16. července 2017  | Velké Británie | Silverstone                    | 1                              | 0:14.063 |          | Mercedes | F1 W08 EQ Power+      | Mercedes |
| 58    | 200   | 27. srpna 2017     | Belgie         | Circuit de Spa-Francorchamps   | 1                              | 0:02.358 |          | Mercedes | F1 W08 EQ Power+      | Mercedes |
| 59    | 201   | 3. září 2017       | Itálie         | Autodromo Nazionale Monza      | 1                              | 0:04.471 |          | Mercedes | F1 W08 EQ Power+      | Mercedes |
| 60    | 202   | 17. září 2017      | Singapuru      | Autodromo Nazionale Monza      | 5                              | 0:04.507 |          | Mercedes | F1 W08 EQ Power+      | Mercedes |
| 61    | 204   | 8. října 2017      | Japonska       | Suzuka Circuit                 | 1                              | 0:01.211 |          | Mercedes | F1 W08 EQ Power+      | Mercedes |
| 62    | 205   | 22. října 2017     | USA            | Circuit of the Americas        | 1                              | 0:10.143 |          | Mercedes | F1 W08 EQ Power+      | Mercedes |
| 63    | 212   | 29. dubna 2018     | 2018           | Ázerbájdžánu                   | Baku City Circuit              | 2        | 0:02.460 | Mercedes | F1 W09 EQ Power+      | Mercedes |
| 64    | 213   | 13. května 2018    | Španělska      | Circuit de Catalunya           | 1                              | 0:20.593 |          | Mercedes | F1 W09 EQ Power+      | Mercedes |
| 65    | 216   | 24. června 2018    | Francie        | Circuit Paul-Ricard            | 1                              | 0:07.090 |          | Mercedes | F1 W09 EQ Power+      | Mercedes |
| 66    | 219   | 22. července 2018  | Německa        | Hockenheimring                 | 14                             | 0:04.535 |          | Mercedes | F1 W09 EQ Power+      | Mercedes |
| 67    | 220   | 29. července 2018  | Maďarska       | Hungaroring                    | 1                              | 0:17.123 |          | Mercedes | F1 W09 EQ Power+      | Mercedes |
| 68    | 222   | 2. září 2018       | Itálie         | Autodromo Nazionale Monza      | 3                              | 0:08.705 |          | Mercedes | F1 W09 EQ Power+      | Mercedes |
| 69    | 223   | 16. září 2018      | Singapuru      | Marina Bay                     | 1                              | 0:08.961 |          | Mercedes | F1 W09 EQ Power+      | Mercedes |
| 70    | 224   | 30. září 2018      | Ruska          | Autodrom v Soči                | 2                              | 0:02.545 |          | Mercedes | F1 W09 EQ Power+      | Mercedes |
| 71    | 225   | 7. října 2018      | Japonska       | Suzuka Circuit                 | 1                              | 0:12.919 |          | Mercedes | F1 W09 EQ Power+      | Mercedes |
| 72    | 228   | 11. listopadu 2018 | Brazílie       | Interlagos                     | 1                              | 0:01.469 |          | Mercedes | F1 W09 EQ Power+      | Mercedes |
| 73    | 229   | 25. listopadu 2018 | Abú Zabí       | Yas Marina                     | 1                              | 0:02.581 |          | Mercedes | F1 W09 EQ Power+      | Mercedes |
| 74    | 231   | 31. března 2019    | 2019           | Bahrajnu                       | Shanghai International Circuit | 3        | 0:02.980 | Mercedes | F1 W10 EQ Power+      | Mercedes |
| 75    | 232   | 14. dubna 2019     | Číny           | Shanghai International Circuit | 2                              | 0:06.552 |          | Mercedes | F1 W10 EQ Power+      | Mercedes |
| 76    | 234   | 12. května 2019    | Španělska      | Circuit de Catalunya           | 2                              | 0:04.074 |          | Mercedes | F1 W10 EQ Power+      | Mercedes |
| 77    | 235   | 26. května 2019    | Monaka         | Circuit de Monaco              | 1                              | 0:02.602 |          | Mercedes | F1 W10 EQ Power+      | Mercedes |
| 78    | 236   | 9. června 2019     | Kanady         | Circuit Gilles Villeneuve      | 2                              | 0:03.658 |          | Mercedes | F1 W10 EQ Power+      | Mercedes |
| 79    | 238   | 23. června 2019    | Francie        | Circuit Paul-Ricard            | 1                              | 0:18.056 |          | Mercedes | F1 W10 EQ Power+      | Mercedes |
| 80    | 239   | 14. července 2019  | Velké Británie | Silverstone                    | 2                              | 0:24.928 |          | Mercedes | F1 W10 EQ Power+      | Mercedes |
| 81    | 241   | 4. srpna 2019      | Maďarska       | Hungaroring                    | 3                              | 0:17.796 |          | Mercedes | F1 W10 EQ Power+      | Mercedes |
| 82    | 245   | 29. září 2019      | Ruska          | Autodrom v Soči                | 2                              | 0:03.829 |          | Mercedes | F1 W10 EQ Power+      | Mercedes |
| 83    | 247   | 28. října 2019     | Mexika         | Autódromo Hermanos Rodríguez   | 3                              | 0:01.766 |          | Mercedes | F1 W10 EQ Power+      | Mercedes |
| 84    | 250   | 1. prosince 2019   | Abú Zabí       | Yas Marina                     | 1                              | 0:16.772 |          | Mercedes | F1 W10 EQ Power+      | Mercedes |
| 85    | 252   | 12. července 2020  | 2020           | Štýrska                        | Red Bull Ring                  | 1        | 0:13.719 | Mercedes | F1 W11 EQ Performance | Mercedes |
| 86    | 253   | 19. července 2020  | Maďarska       | Hungaroring                    | 1                              | 0:08.072 |          | Mercedes | F1 W11 EQ Performance | Mercedes |
| 87    | 254   | 2. srpna 2020      | Velké Británie | Silverstone                    | 1                              | 0:08.072 |          | Mercedes | F1 W11 EQ Performance | Mercedes |
| 88    | 256   | 16. srpna 2020     | Španělska      | Circuit de Catalunya           | 1                              | 0:24.177 |          | Mercedes | F1 W11 EQ Performance | Mercedes |
| 89    | 257   | 30. srpna 2020     | Belgie         | Circuit de Spa-Francorchamps   | 1                              | 0:08.448 |          | Mercedes | F1 W11 EQ Performance | Mercedes |
| 90    | 259   | 13. září 2020      | Toskánska      | Mugello Circuit                | 1                              | 0:04.880 |          | Mercedes | F1 W11 EQ Performance | Mercedes |
| 91    | 261   | 11. října 2020     | Eifelu         | Nürburgring                    | 2                              | 0:04.470 |          | Mercedes | F1 W11 EQ Performance | Mercedes |
| 92    | 262   | 25. října 2020     | Portugalska    | Algarve International Circuit  | 1                              | 0:25.592 |          | Mercedes | F1 W11 EQ Performance | Mercedes |
| 93    | 263   | 1. listopadu 2020  | Emilia Romagna | Autodromo Enzo e Dino Ferrari  | 2                              | 0:05.783 |          | Mercedes | F1 W11 EQ Performance | Mercedes |
| 94    | 264   | 15. listopadu 2020 | Turecka        | Istanbul Racing Circuit        | 6                              | 0:31.633 |          | Mercedes | F1 W11 EQ Performance | Mercedes |
| 95    | 265   | 29. listopadu 2020 | Bahrajnu       | Bahrain International Circuit  | 1                              | 0:01.254 |          | Mercedes | F1 W11 EQ Performance | Mercedes |
| 96    | 267   | 28. března 2021    | 2021           | Bahrajnu                       | Bahrain International Circuit  | 2        | 0:00.745 | Mercedes | F1 W12 E Performance  | Mercedes |
| 97    | 269   | 2. května 2021     | 2021           | Portugalska                    | Algarve International Circuit  | 2        | 0:29.148 | Mercedes | F1 W12 E Performance  | Mercedes |
| 98    | 270   | 9. května 2021     | 2021           | Španělska                      | Circuit de Catalunya           | 1        | 0:15.841 | Mercedes | F1 W12 E Performance  | Mercedes |
| 99    | 276   | 18. července 2021  | 2021           | Velké Británie                 | Silverstone                    | 2        | 0:03.871 | Mercedes | F1 W12 E Performance  | Mercedes |
| 100   | 281   | 26. září 2021      | 2021           | Ruska                          | Autodrom v Soči                | 4        | 0:53.271 | Mercedes | F1 W12 E Performance  | Mercedes |
| 101   | 285   | 14. listopadu 2021 | 2021           | São Paula                      | Interlagos                     | 10       | 0:10.496 | Mercedes | F1 W12 E Performance  | Mercedes |
| 102   | 286   | 21. listopadu 2021 | 2021           | Kataru                         | Losail International Circuit   | 1        | 0:25.743 | Mercedes | F1 W12 E Performance  | Mercedes |
| 103   | 287   | 5. prosince 2021   | 2021           | Saúdské Arábie                 | Jeddah Corniche Circuit        | 1        | 0:21.825 | Mercedes | F1 W12 E Performance  | Mercedes |
| 104   | 344   | 7. července 2024   | 2024           | Velké Británie                 | Silverstone                    | 2        | 0:01.465 | Mercedes | F1 W15 E Performance  | Mercedes |
| 105   | 346   | 28. července 2024  | 2024           | Belgie                         | Circuit de Spa-Francorchamps   | 3        | 0:00.647 | Mercedes | F1 W15 E Performance  | Mercedes |

### Podle jednotlivých Velkých cen
| Počet  | Velká cena                | Roky                                                 | Počet výher |
| ------ | ------------------------- | ---------------------------------------------------- | ----------- |
| 1      | Grand Prix Velké Británie | 2008, 2014, 2015, 2016, 2017, 2019, 2020, 2021, 2024 | 9           |
| 2      | Grand Prix Maďarska       | 2007, 2009, 2012, 2013, 2016, 2018, 2019, 2020       | 8           |
| 3      | Grand Prix Kanady         | 2007, 2010, 2012, 2015, 2016, 2017, 2019             | 7           |
| 4      | Grand Prix USA            | 2007, 2012, 2014, 2015, 2016, 2017                   | 6           |
| 5      | Grand Prix Číny           | 2008, 2011, 2014, 2015, 2017, 2019                   |             |
| 6      | Grand Prix Španělska      | 2014, 2017, 2018, 2019, 2020, 2021                   |             |
| 7      | Grand Prix Itálie         | 2012, 2014, 2015, 2017, 2018                         | 5           |
| 8      | Grand Prix Japonska       | 2007, 2014, 2015, 2017, 2018                         |             |
| 9      | Grand Prix Abú Zabí       | 2011, 2014, 2016, 2018, 2019                         |             |
| 10     | Grand Prix Bahrajnu       | 2014, 2015, 2019, 2020, 2021                         |             |
| 11     | Grand Prix Ruska          | 2014, 2015, 2018, 2019, 2021                         |             |
| 12     | Grand Prix Belgie         | 2010, 2015, 2017, 2020, 2024                         |             |
| 13     | Grand Prix Německa        | 2008, 2011, 2016, 2018                               | 4           |
| 14     | Grand Prix Singapuru      | 2009, 2014, 2017, 2018                               |             |
| 15     | Grand Prix Monaka         | 2008, 2016, 2019                                     | 3           |
| 16     | Grand Prix Austrálie      | 2008, 2015                                           | 2           |
| 17     | Grand Prix Brazílie       | 2016, 2018                                           |             |
| 18     | Grand Prix Francie        | 2018, 2019                                           |             |
| 19     | Grand Prix Mexika         | 2016, 2019                                           |             |
| 20     | Grand Prix Turecka        | 2010, 2020                                           |             |
| 21     | Grand Prix Portugalska    | 2020, 2021                                           |             |
| 22     | Grand Prix Malajsie       | 2014                                                 | 1           |
| 23     | Grand Prix Rakouska       | 2016                                                 |             |
| 24     | Grand Prix Ázerbájdžánu   | 2018                                                 |             |
| 25     | Grand Prix Štýrska        | 2020                                                 |             |
| 26     | Grand Prix Toskánska      | 2020                                                 |             |
| 27     | Grand Prix Eifelu         | 2020                                                 |             |
| 28     | Grand Prix Emilia Romagna | 2020                                                 |             |
| 29     | Grand Prix São Paula      | 2021                                                 |             |
| 30     | Grand Prix Kataru         | 2021                                                 |             |
| 31     | Grand Prix Saúdské Arábie | 2021                                                 |             |
| Zdroj: |                           |                                                      |             |

### Podle jednotlivých okruhů
| Počet  | Okruh                          | Roky                                                 | Počet výher |
| ------ | ------------------------------ | ---------------------------------------------------- | ----------- |
| 1      | Silverstone                    | 2008, 2014, 2015, 2016, 2017, 2019, 2020, 2021, 2024 | 9           |
| 2      | Hungaroring                    | 2007, 2009, 2012, 2013, 2016, 2018, 2019, 2020       | 8           |
| 3      | Circuit Gilles Villeneuve      | 2007, 2010, 2012, 2015, 2016, 2017, 2019             | 7           |
| 4      | Shanghai International Circuit | 2008, 2011, 2014, 2015, 2017, 2019                   | 6           |
| 5      | Circuit de Catalunya           | 2014, 2017, 2018, 2019, 2020, 2021                   |             |
| 6      | Circuit of the Americas        | 2012, 2014, 2015, 2016, 2017                         | 5           |
| 7      | Autodromo Nazionale Monza      | 2012, 2014, 2015, 2017, 2018                         |             |
| 8      | Yas Marina                     | 2011, 2014, 2016, 2018, 2019                         |             |
| 9      | Bahrain International Circuit  | 2014, 2015, 2019, 2020, 2021                         |             |
| 10     | Autodrom v Soči                | 2014, 2015, 2018, 2019, 2021                         |             |
| 11     | Circuit de Spa-Francorchamps   | 2010, 2015, 2017, 2020, 2024                         |             |
| 12     | Marina Bay                     | 2009, 2014, 2017, 2018                               | 4           |
| 13     | Suzuka Circuit                 | 2014, 2015, 2017, 2018                               |             |
| 14     | Hockenheimring                 | 2008, 2016, 2018                                     | 3           |
| 15     | Circuit de Monaco              | 2008, 2016, 2019                                     |             |
| 16     | Interlagos                     | 2016, 2018, 2021                                     |             |
| 17     | Melbourne                      | 2008, 2015                                           | 2           |
| 18     | Circuit Paul-Ricard            | 2018, 2019                                           |             |
| 19     | Autódromo Hermanos Rodríguez   | 2016, 2019                                           |             |
| 20     | Red Bull Ring                  | 2016, 2020                                           |             |
| 21     | Nürburgring                    | 2011, 2020                                           |             |
| 22     | Istanbul Racing Circuit        | 2010, 2020                                           |             |
| 23     | Algarve International Circuit  | 2020, 2021                                           |             |
| 24     | Indianapolis Motor Speedway    | 2007                                                 | 1           |
| 25     | Fuji Speedway                  | 2007                                                 |             |
| 26     | Sepang International Circuit   | 2014                                                 |             |
| 27     | Baku City Circuit              | 2018                                                 |             |
| 28     | Mugello Circuit                | 2020                                                 |             |
| 29     | Autodromo Enzo e Dino Ferrari  | 2020                                                 |             |
| 30     | Losail International Circuit   | 2021                                                 |             |
| 31     | Jeddah Corniche Circuit        | 2021                                                 |             |
| Zdroj: |                                |                                                      |             |